# Stazione di Sala Consilina
La stazione di Sala Consilina è la stazione ferroviaria di Sala Consilina.

## Storia
La stazione, all'epoca capolinea provvisorio, fu attivata il 30 dicembre 1886.
Il 25 maggio dell'anno successivo la linea fu prolungata fino a Sassano-Teggiano.
Fu chiusa insieme alla linea nel marzo 1987.
La stazione era una delle più importanti della ferrovia, sia per il movimento merci e passeggeri sia per l'importanza della città, la più popolosa tra quelle servite dalla linea.

## Strutture e impianti
La stazione dispone di un fabbricato viaggiatori che risulta murato e vandalizzato: una volta era sede di biglietteria e sala d'attesa.
All'interno si contano 2 binari passanti, ancora visibili, serviti da due banchine e privi di sottopassaggio: il collegamento avveniva tramite una passerella sui binari.
La stazione era dotata anche di uno scalo merci: vi sono ancora diversi binari tronchi ed un fabbricato.

## Interscambi
- Fermata autobus